# Champlin (Minnesota)
Champlin é uma cidade localizada no estado americano do Minnesota, no Condado de Hennepin.

## Demografia
Segundo o censo americano de 2000, a sua população era de 22.193 habitantes.
Em 2006, foi estimada uma população de 23.294, um aumento de 1101 (5.0%).

## Geografia
De acordo com o United States Census Bureau tem uma área de 22,8 km², dos quais 21,2 km² cobertos por terra e 1,6 km² cobertos por água.

## Localidades na vizinhança
O diagrama seguinte representa as localidades num raio de 8 km ao redor de Champlin.